# Cyrix
Cyrix è stata una società dedita alla progettazione e alla vendita di CPU, fondata nel 1988 da Jerry Rogers e composta da uno staff che in precedenza aveva lavorato per la Texas Instruments.
Era un'azienda fabless; ovvero, per la realizzazione dei prodotti si rivolgeva alla stessa Texas Instruments, a SGS Thompson (ora STMicroelectronics) e a IBM. Talvolta i processori Cyrix venivano marchiati e venduti anche dalla società produttrice.

## Prodotti

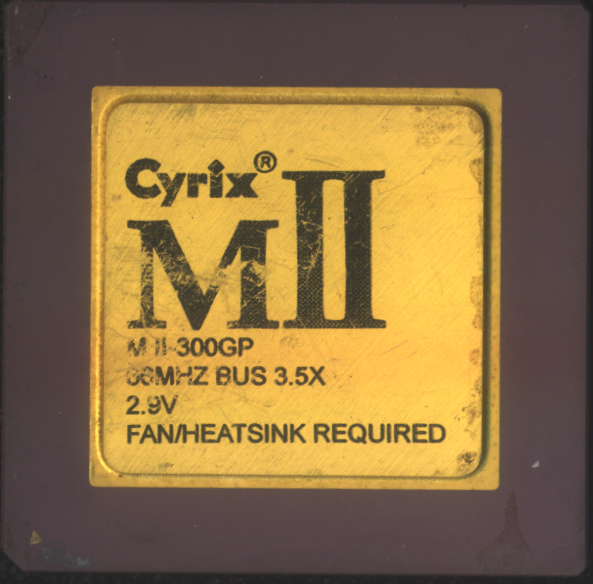
MediaGX II a 230 MHz

La società cominciò a produrre coprocessori matematici ad alte prestazioni per sistemi 286 e 386, mentre le prime CPU prodotte da Cyrix furono la 486SLC e la 486DLC, messe in commercio nel 1992; ad ogni modo, potevano essere montate sulle schede madri rispettivamente dei processori 386SX e DX. Nonostante aggiungessero una cache di primo livello sul chip e il set di istruzioni dei 486, le loro performance li ponevano tra i 386 e i 486. Questi processori venivano utilizzati soprattutto per aggiornare il sistema, sia da utenti che volevano migliorare le prestazioni di un 386, sia dai rivenditori, che potevano trasformare una macchina 386 ormai fuori dal mercato in un 486 economico semplicemente cambiando processore. Questi processori furono ampiamente criticati nelle recensioni del prodotto perché non offrivano le prestazioni suggerite dal loro nome, e per la confusione causata dalla somiglianza del nome con i prodotti della linea SL di Intel e con la SLC di IBM, CPU ben diverse dai SLC di Cyrix. Questi chip furono utilizzati in PC e laptop a basso costo.
Più avanti Cyrix mise in commercio il Cyrix 486SRX2 e il 486DRX2, che non erano altro che versioni dei SLC e DLC con clock doppio, destinate esclusivamente agli utenti che desiderassero passare dal 386 al 486.
Alla fine Cyrix riuscì a produrre un 486 che potesse essere montato sulle stesse schede madri delle sue controparti Intel. Tuttavia, questi chip arrivarono sul mercato più tardi dei 486 della AMD ed erano di poco più lenti dei concorrenti, relegandoli al mercato degli aggiornamenti e del basso costo. Mentre AMD riuscì a vendere alcuni dei suoi 486 a dei grossi produttori di computer, come Acer e Compaq, Cyrix non ne fu capace. I chip della Cyrix furono acquistati principalmente da chi voleva migliorare il computer che già possedeva, perché le loro CPU 486 a 50-, 66- e 80-MHz funzionavano a 5 volt, invece che ai 3.3 volt della AMD, quindi potevano essere usati con le prime schede madri per 486.
Nel 1995 Cyrix non aveva ancora terminato il suo clone del processore Pentium, perciò mise sul mercato ancora una volta un processore, il Cyrix 5x86, che poteva essere montato sulla scheda madre dei 486, con clock di 100, 120 o 133 MHz, e forniva prestazioni paragonabili a quelle di un Pentium a 75 MHz. Benché il clone di AMD, l'Am5x86, fosse poco più di un 486 con clock quadruplicato, il 5x86 di Cyrix era fornito di alcune caratteristiche del Pentium.
Più tardi, nello stesso anno, Cyrix produsse il suo chip più conosciuto, il 6x86, che era la prima CPU Cyrix ad avere prestazioni superiori al chip Intel cui doveva fare concorrenza. Inizialmente Cyrix cercò di tenere un prezzo più alto per le sue elevate prestazioni, ma il coprocessore matematico del 6x86 era più lento di quello del Pentium. A causa della diffusione crescente dei giochi 3D in prima persona, Cyrix fu costretta ad abbassare i suoi prezzi. Nonostante l'apprezzamento per il 6x86 da parte di rivenditori indipendenti e appassionati, il chip non venne considerato favorevolmente dai grandi produttori di computer.
Il 6x86L, uscito in seguito, era un 6x86 migliorato che consumava meno energia, e il 6x86MX aggiunse le istruzioni MMX e una cache più grande di secondo livello. Il MII, basato sul design del 6x86MX, era poco più di un cambio di nome, inteso a rendere il chip un più chiaro concorrente del Pentium II.
Alcuni produttori di schede madri misero sul mercato modelli ottimizzati per questi processori, come la Soyo SY-5EHM che supportava il "Linear burst". Questo consentiva un aumento di prestazioni di circa il 2%.
Nel 1996 Cyrix produsse la CPU MediaGX, che integrava tutte le più importanti componenti di un PC, inclusi audio e video, in un solo chip. Era basata inizialmente sulla vecchia tecnologia 5x86 con un clock di 120 o 133 MHz. Le prestazioni di questo processore integrato furono largamente criticate, ma il suo basso prezzo lo rese comunque un successo. Con MediaGX, Cyrix ottenne la sua prima grande conquista: Compaq lo utilizzò nei suoi computer di fascia bassa Presario. Questo portò a nuovi accordi per l'utilizzo di MediaGX nei computer Packard Bell e ad una maggiore credibilità di Cyrix, cosicché poco tempo dopo Packard Bell e eMachines adottarono i suoi 6x86.
Versioni successive del MediaGX funzionavano a 333 MHz con il supporto a MMX. A queste versioni fu aggiunto un secondo chip per estenderne le capacità nella riproduzione video.

## Rating PR
Cyrix e la concorrente AMD co-progettarono il controverso PR rating nel tentativo di confrontare i loro prodotti favorevolmente rispetto a quelli Intel. Infatti il 6x86 era più efficiente sulla singola istruzione del Pentium di Intel, dato che talvolta Cyrix utilizzava una maggiore velocità di bus rispetto ad Intel e ad AMD. Un 6x86 a 133 MHz era in genere leggermente più rapido di un Pentium a 166 MHz, e per questo il 6x86 a 133 MHz venne venduto come 6x86-P166+. Le azioni legali da parte di Intel, che obiettò all'utilizzo delle sigle "P166" e "P200" in prodotti non-Pentium, portò la Cyrix all'aggiunta della lettera "R" a tali nomi.
Il rating PR era controverso perché, mentre i chip Cyrix generalmente superavano le prestazioni degli Intel nell'esecuzione di applicazioni di produttività, a parità di clock i loro chip erano più lenti nelle operazioni a virgola mobile, per cui il rating PR fallì nel predire le prestazioni nel caso dei giochi più recenti.
Inoltre, dato che il prezzo del 6x86 incoraggiava il suo uso in sistemi economici, le prestazioni potevano scadere ulteriormente quando comparate a quelle di sistemi Pentium dotati di dischi, schede video, audio e modem più rapidi.
Anche se AMD utilizzò il rating PR nei suoi primi K5, presto abbandonò il sistema, pur riutilizzando in seguito un concetto analogo nella vendita delle successive CPU.

## Partner di produzione
Cyrix è sempre stata una società produttrice di semiconduttori fabless: ovvero Cyrix progettava e vendeva i propri chip, ma l'effettiva produzione dei semiconduttori era delegata a società esterne. Agli inizi, Cyrix sfruttò principalmente gli stabilimenti di produzione di Texas Instruments (TI) e SGS Thompson (ora STMicroelectronics). Nel 1994, a seguito di una serie di disaccordi con TI e di problemi di produzione con SGS Thompson, Cyrix si rivolse a IBM Microelectronics, la cui tecnologia di produzione rivaleggiava con quella Intel.
Come parte dell'accordo di produzione fra le società, IBM ricevette il diritto di costruire e vendere le CPU progettate da Cyrix con il marchio IBM. Mentre alcuni nell'industria specularono che questo avrebbe portato ad un esteso utilizzo della CPU 6x86 nella sua linea di prodotti, migliorando quindi la reputazione Cyrix, IBM continuò ad utilizzare CPU Intel (e in misura minore, di AMD) nella maggior parte dei casi, relegando i prodotti Cyrix a pochi modelli di fascia bassa, venduti perlopiù al di fuori degli Stati Uniti. Per contro IBM vendette i suoi chip 6x86 sul mercato aperto, competendo direttamente contro Cyrix, talvolta con prezzi inferiori.

## Problemi legali
A differenza di AMD, Cyrix non produsse né vendette mai progetti Intel sotto licenza. I progetti di Cyrix erano il risultato di un meticoloso processo di reverse engineering. In questo modo, mentre i 386 e 486 della AMD contenevano del software scritto da Intel nei dispositivi microprogrammabili, i progetti di Cyrix erano completamente indipendenti. Intel condusse per anni delle battaglie legali contro Cyrix, sostenendo che il loro 486 violasse i brevetti Intel, con l'obiettivo di liberarsi di un potenziale concorrente (Intel si comportò in questo modo con tutti gli altri produttori di CPU fino al 1998).
Intel perse la causa, ma si giunse ad un accordo extra-giudiziale: Intel accettava che Cyrix avesse il diritto di produrre i loro progetti x86 designs in tutte le fabbriche che avevano ottenuto la licenza da Intel. Entrambe le società si avvantaggiarono dell'accordo: Cyrix poteva continuare a produrre le sue CPU presso Texas Instruments, SGS Thomson, o IBM (tutte società che avevano accordi con Intel); Intel evitò una potenziale ed imbarazzante sconfitta.
Nel 1997 le parti si invertirono: ora Cyrix sosteneva che il Pentium Pro e il Pentium II della Intel violassero i loro brevetti - in particolare, su power management e tecniche di register renaming. Il caso poteva trascinarsi per anni, invece le parti raggiunsero quasi subito un accordo, con uno scambio di licenze reciproco. Intel e Cyrix ora avevano accesso completo e libero ai brevetti di entrambi. L'accordo non spiegava se il Pentium Pro infrangesse i brevetti di Cyrix o no, semplicemente permetteva a Intel di continuare a produrli in ogni caso: esattamente come il primo accordo, si accantonava ogni accusa di violazione di brevetti.

## La fusione con National Semiconductor
Nell'agosto 1997, mentre le cause legali erano ancora in corso, Cyrix si fuse con National Semiconductor (che già possedeva una licenza di produzione Intel). Questo fornì alla Cyrix una maggiore visibilità e l'accesso agli stabilimenti di produzione National, costruite in origine per la produzione di RAM e apparecchiature di telecomunicazione ad alta velocità. Dato che i processi produttivi di RAM e CPU sono simili, gli analisti industriali pensarono che l'accordo avesse un senso. L'accordo di produzione con IBM rimase, ma alla fine Cyrix spostò tutta la produzione negli stabilimenti National. La fusione migliorò la base finanziaria di Cyrix e diede a loro accesso a migliori stabilimenti di ricerca.
La fusione portò inoltre ad un cambio di enfasi: la priorità di National era un dispositivo economico quale il MediaGX, piuttosto di chip ad alte prestazioni quali il 6x86 ed il MII, un 6x86 revisionato inteso a competere direttamente con l'Intel Pentium II. Se National dubitò dell'abilità di Cyrix di produrre chip ad alte prestazioni o temette la competizione di Intel sulla fascia alta del mercato è incerto. Il MediaGX, senza alcun diretto concorrente nel mercato e con la continua richiesta degli OEM per la produzione di PC a costi inferiori, sembrò la scelta più sicura.
National Semiconductor incorse in problemi economici poco dopo la fusione e questi problemi influenzarono anche la Cyrix. Nel 1999, AMD ed Intel rivaleggiavano sulla velocità di clock, raggiungendo 450 MHz ed oltre, mentre Cyrix impiegò quasi un anno a portare il MII da PR-300 a PR-333. Nessuno dei due girava in realtà a 300 MHz. Un problema sofferto da molti dei modelli MII era l'utilizzo di un bus non standard a 83 MHz. La grande maggioranza delle piastre Socket 7 utilizzava un divisore fisso per due per cloccare il bus PCI, generalmente a 30 o 33 MHz. Con un bus a 83 MHz, il bus PCI andava fuori specifiche, a 41.5 MHz. A quella velocità molti dispositivi PCI divenivano instabili o non funzionavano. Alcune piastre supportavano un divisore per 3, con un bus PCI quindi a 27.7 MHz. Era molto più stabile ma influiva negativamente sulle prestazioni del sistema. Il problema è stato risolto solo negli ultimi modelli, con un bus a 100 MHz. Nel frattempo il MediaGX si confrontava con i chip di fascia bassa di Intel e AMD, che continuavano a diventare sempre più economici fornendo prestazioni di gran lunga superiori. Cyrix, i cui prodotti erano considerati prestanti nel 1996 era caduta all'entry level ed in pericolo di perdere completamente il mercato.
L'ultimo microprocessore marchiato Cyrix fu il Cyrix MII-433 con frequenza di clock a 300 MHz (100x3) e con prestazioni superiori ad un AMD K62-300 nei calcoli in virgola mobile (misurato con Dr. Hardware). Il problema è che questo chip veniva regolarmente confrontato con i processori rivali con frequenza di clock reale di 433 MHz, rendendo il paragone sfavorevole.
National Semiconductor si allontanò dal mercato delle CPU, e senza guida gli ingegneri Cyrix se ne andarono uno dopo l'altro. Quando National vendette Cyrix a VIA Technologies, il gruppo di ricerca già non esisteva più, né tanto meno il mercato per il MII. VIA utilizzò il nome Cyrix con un chip progettato da Centaur Technology, visto che VIA credeva che Cyrix fosse un marchio migliore rispetto a Centaur o forse persino di VIA.
National Semiconductor mantenne il progetto MediaGX ancora per alcuni anni, rinominandolo Geode e sperando di venderlo come processore integrato. Dopodiché vendettero Geode ad AMD nel 2003.

## Eredità
Nonostante la sua breve esistenza e il fatto che il marchio non sia più utilizzato dal proprietario attuale, la concorrenza con AMD ha posto le basi per il mercato delle CPU a basso costo, che abbassarono il prezzo medio dei PC e costrinsero Intel a produrre la sua linea di processori economici, i Celeron, e ad abbassare i prezzi dei suoi processori più potenti, per poter essere competitiva.
Inoltre, l'acquisizione della proprietà intellettuale di Cyrix fu utilizzata da VIA per difendersi dai problemi legali con Intel, anche dopo che VIA Technologies smise di utilizzare il nome Cyrix. VIA iniziò a produrre una serie di processori VIA C3 progettati per un consumo di energia molto basso, ideali per computer silenziosi e mini-notebook.
I processori Cyrix vennero realizzati dalla IBM, ed erano processori "cloni" degli Intel.
Nella tabella riassuntiva è possibile leggerne le caratteristiche principali.
```
CPU   Mod. Numb.    BUS   /  Freq.Cpu

6x86  P200+          75   /  150
 
MHz 
6x86  P166+          66   /  133
 
MHz 
6x86  P150+          60   /  120
 
MHz 
6x86  P133+          55   /  110
 
MHz 
6x86  P120+          50   /  100
 
MHz
```